# Rashtriya Swayamsevak Sangh

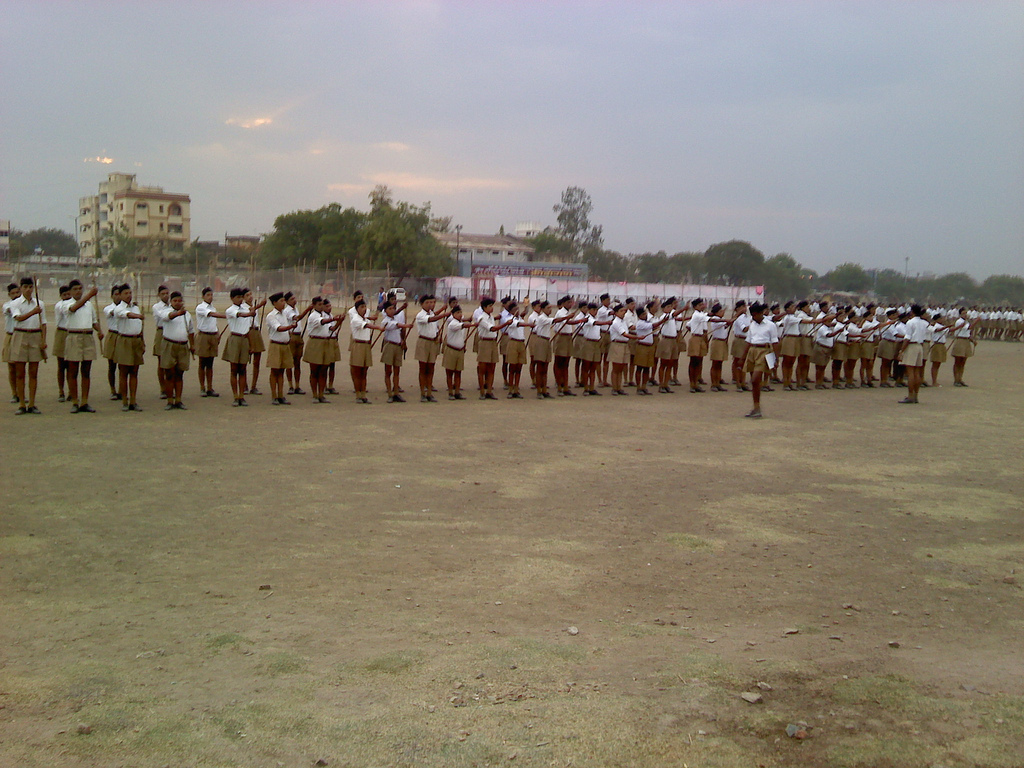
Anhänger der Rashtriya Swayamsevak Sangh beim Exerzieren in Nagpur 2011

Der Rashtriya Swayamsevak Sangh (Abk. RSS; Hindi, m., राष्ट्रीय स्वयंसेवक संघ rāṣṭrīya svayamsevak sangh, deutsch ‚Nationale Freiwilligenorganisation‘ oder ‚Reichsfreiwilligenbund‘) ist eine radikal-hinduistische hierarchisch strukturierte Kaderorganisation in Indien. Einige Beobachter haben die Organisation als faschistisch charakterisiert. Er basiert auf den Prinzipien der Hindutva und gehört zur hindu-nationalistischen Strömung im Land. Der RSS wurde 1925 durch Keshav Baliram Hedgewar gegründet und ist laut BBC „das größte Freiwilligenkorps der Welt“. Die RSS gewann seither Bedeutung und politischen Einfluss, der im Aufstieg der Bharatiya Janata Party (BJP), die den parteipolitischen Flügel der Sangh-Bewegung bildet, seinen Höhepunkt fand.

## Ideologie, Geschichte und Funktion als Kaderschmiede

### Ziele und Ideologie
Erklärtes Ziel des RSS als Teil der Hindutva-Bewegung ist, vornehmlich die Rechte der (angeblich) jahrhundertelang im eigenen Heimatland (Indien) unterdrückten Hindus wiederherzustellen und historisches Unrecht zu korrigieren. Dies wird als Versuch kritisiert, die säkularen Grundlagen des indischen Staates bewusst zugunsten einer Vorherrschaft der Hindus zu verändern. Der RSS fasst den Begriff des Hindu kulturell, rassisch und auch völkisch. Des Raj Goyal, der als ehemaliges Mitglied des RSS eine Polemik gegen diesen schrieb, definiert dessen Weltbild wie folgt:

„Hindus leben in Indien seit undenklichen Zeiten. Die Hindus sind eine Nation, weil Kultur, Zivilisation und Leben nur durch sie beigesteuert wurden. Nicht-Hindus sind Eroberer oder Gäste und können solange nicht als gleiche behandelt werden, bis sie nicht Hindu-Traditionen, -Kultur etc. angenommen haben. Die Nicht-Hindus, besonders die Moslems und Christen, sind Feinde von allem, was Hindu ist, und müssen daher als Bedrohung behandelt werden. Die Freiheit und der Fortschritt dieses Landes sind der Freiheit und der Fortschritt der Hindus. Die Geschichte Indiens ist die Geschichte des Kampfes der Hindus um Schutz und Erhaltung ihrer Religion und Kultur gegen die Angriffe dieser Fremden. Die Bedrohung hält an, da die Macht in den Händen derjenigen ist, die nicht daran glauben, daß diese Nation eine Hindu-Nation ist. Diejenigen, die von nationaler Einheit als Einheit all derjenigen, die in diesem Land leben, reden, sind durch ihr egoistisches Verlangen, die Stimmen der Minderheiten zu kaufen, motiviert. Deshalb sind sie Verräter. Die Einheit und die Konsolidierung der Hindus ist das dringlichste Gebot der Stunde, da das Hindu-Volk von allen Seiten von Feinden umgeben ist. Die Hindus müssen die Fähigkeit für eine massive Vergeltung entwickeln, und Angriff ist die beste Verteidigung. Der Mangel an Einheit ist die Wurzel für all die Schwierigkeiten, die die Hindus haben, und die Sangh wurde mit der göttlichen Mission geschaffen, diese Einheit herzustellen.“

### Geschichte und Funktion als Kaderschmiede
Die im Jahr 1925 gegründete Rashtriya Swayamsevak Sangh (RSS) verstand sich zunächst als kulturelle Organisation, erfüllt aber heute als „Kaderschmiede“ die Funktion der Ausbildung von und des Abstellens von Führungskräften, die in den übrigen Organisationen der Hindutva – die Gesamtheit dieser Organisationen wird Sangh Parivar genannt – ihre Arbeit tun. Nachdem die RSS anfänglich ein parteipolitisches Engagement in der Demokratie ablehnte, gehört die Schulung von Kadern und Politikern inzwischen zu ihren Hauptaufgaben. Ihr Vordenker M.S. Golwalkar äußerte in den 1930er Jahren Sympathien für faschistische Bewegungen in Europa, wobei er die Ausgrenzung der Juden im Deutschland Hitlers als für Indien wichtige Lektion lobte, da es seiner Auffassung nach unmöglich sei, Gruppen, mit denen fundamentale Differenzen bestünden, in eine Gesamtheit zu integrieren. 1931 reiste der RSS-Funktionär B. S. Moonje ins faschistische Italien, traf dort Benito Mussolini und wurde Zeuge, wie die italienischen Faschisten Jugendliche in Gruppen sportlich, ideologisch und vormilitärisch schulten. Diese Idee übernahm der RSS und führte das System der Jugendbetreuung in Zellen (sog. shakhas, von Sanskrit शख IAST śakha, deutsch: „Zweig“) ein, bis heute werden – uniformierte – Jugendliche in diesen Zellen an die Inhalte der Hindutva herangeführt und körperlich gedrillt. Die solcherart geformte Nation soll andere Identitäten wie die Zugehörigkeit zu Kasten überwinden, in den Shakhas sollen Individuen erst von ihren partikularen Gruppenzugehörigkeiten emanzipiert und dann in den Organismus der Nation überführt werden. Weiterhin bestanden Beziehungen zu den Nationalsozialisten in Deutschland. Nach der Ermordung Mahatma Gandhis durch das nach eigenen Angaben zum Zeitpunkt des Mordes ehemalige RSS-Mitglied Nathuram Godse – in jüngeren Recherchen wird bezweifelt, dass Godse tatsächlich ausgetreten war – wurde der RSS zeitweilig in die Illegalität abgedrängt.
Der RSS setzt im Gefolge seiner prägenden Gründungsfigur M.S. Golwalkar – der den RSS Jahrzehnte leitete – auf sehr langfristige Strategien zur Durchdringung der Gesellschaft, nicht auf ein kurzfristiges Erobern des Staates. Diese Strategie erschwerte dem indischen Staat eine Bekämpfung. Anders als bei den faschistischen Bewegungen Europas kommt der RSS ohne einen konstituierenden politischen Führerkult aus, darin – so die Bewertung von Christophe Jaffrelot – unterscheidet er sich gravierend von diesen. Der RSS bzw. seine oberste Leitung selbst sind der Identifikationsrahmen. Vergleiche werden gezogen zwischen RSS und der fast zeitgleich entstandenen Muslimbruderschaft. Heute ist der RSS eine regierungsnahe Organisation, sein Mitglied und langjähriger Funktionär Narendra Modi Premierminister Indiens.

## Organisation

### Shakha als Grundeinheit
Keimzelle des RSS ist das Shakha (Hindi शाखा IAST śākhā, deutsch ‚Zweig, Zweigstelle, Abteilung‘), wo sich Mitglieder mehrmals am Tag oder pro Woche zu sportlichen Übungen und ideologischen Schulungen treffen. Gegenwärtig existieren über 25.000 Shakhas im gesamten Indien. Der RSS ist hierarchisch strukturiert und wird von einer einzelnen Person, dem Sarsanghachalak gelenkt. Die Besetzung wird einvernehmlich entschieden, wenn ein Sarsanghachalak seinen Nachfolger ernennt. Seit März 2009 ist Mohan Bhagwat der 6. Sarsanghachalak der RSS. Die meiste organisatorische Arbeit des Sangh wird durch die Koordination von Shakhas erledigt. Diese Shakhas gelten als Bausteine der RSS-Struktur. Die Aktivitäten eines Shakha bestehen aus Yoga, Wettkämpfen (einschließlich Stockkampf), eingehender Diskussion sozialer Themen, Gebeten zu Bharat Mata (Mutter Indien) und einer pädagogischen Unterweisung (Bouddhik) durch eine angesehene vom Shakha-Koordinator ausgewählte Persönlichkeit. Normalerweise bezieht sich die Unterweisung auf die Geschichte Indiens, indische Philosophie, indische Kultur oder Ethik.

### Unter- und Neben-Organisationen
Seit den 1960er Jahren konnte der RSS zahlreiche Organisationen ausgründen und fördern, er sitzt heute im Zentrum eines weiten Netzwerks mit der Hindutva verbundener Organisationen wie etwa Vereinen, NGOs und Wohltätigkeitsorganisationen und stellt den ideologischen Kern der Hindutva-Bewegung dar. Unter den entsprechenden Organisationen sind militante Jugendorganisationen ebenso wie kulturell oder religiös orientierte Zusammenschlüsse. Dabei sind die Verbindungen zur Hindutva nicht immer deutlich, die Ideologie wird im Hintergrund verbreitet. Mit dem Vidhya Bharati verfügt der RSS über einen eigenen Anbieter von Schulen der Primärbildung, 2006 arbeiteten 73.000 Lehrer in etwa 14.000 Schulen und unterrichteten bundesweit 1,7 Millionen Schüler. Der Vijnana Bharati (VIBHA) ist die Wissenschaftsorganisation des RSS, er versucht die wissenschaftliche Entwicklung Indiens einerseits zu fördern, andererseits mit der Idee zu verbinden einheimische (swadeshi) und traditionell-spirituelle Wissenschaftsvorstellungen (Hindu Science) seien der westlichen gleichwertig. Er bekommt umfangreiche Förderungen von der Regierung Narendra Modis, ist in den meisten indischen Staaten aktiv, veranstaltet dort Wissenschaftsmessen und verfügt über 20.000 Mitglieder und 100.000 Freiwillige, darunter zahlreiche prominente Wissenschaftler. Mit dem Akhil Bharatiya Vidyarthi Parishad verfügt der RSS über eine zahlenmäßig starke und gewaltbereite Studentenorganisation, die in politischen Auseinandersetzungen und seit der BJP-Regierung unter dem Schutz der Polizei nach Dominanz an den Universitäten strebt. Mehrere Thinktanks arbeiten dem RSS zu, darunter die vom RSS finanzierte India Policy Foundation.
Zum Umfeld des RSS gehört mit dem Muslim Rashtriya Manch inzwischen auch eine speziell für Moslems gegründete Organisation.
Die bereits 1936 gegründete Rashtriya Sevika Samiti gilt als Frauenorganisation des RSS, in ihr werden Frauen in der Hindutva-Ideologie unterrichtet, aber charakteristischerweise auch im Kampfsport. Obgleich am patriarchalischen Vorrang der Männer nicht gerüttelt wird, gelten dem RSS Hindu-Frauen als Verkörperung von Mutter Indien, eine prominente und selbstbestimmte Rolle von Aktivistinnen und Politikerinnen wird darum akzeptiert und gefördert. Eine Reduktion auf das Heim und Hausfrauendasein wird hingegen nicht gefordert, Frauen spielen in der Hindutva-Bewegung eine eigene Rolle, in der sie aggressiv anti-muslimische Propaganda betreiben und die Anhängerschaft der Hindu-Nationalisten erweitern, sich aber auch gegen Gewalt von Hindu-Männern gegenüber Frauen wenden.

### Funktionärskorps des RSS
Eine wichtige Rolle spielen die 7.000 hauptberuflichen Funktionäre des RSS, die in mehreren Schritten über mehrwöchige Kurse in Ausbildungslagern, gefolgt von Tätigkeiten für den RSS, aus den Reihen der ehrenamtlichen Funktionäre ausgewählt werden. Lediglich 5 % der Funktionäre sind solche sogenannten Pracharaks. Sie bilden ein Netzwerk, das in offiziellen und informellen Kommunikationskanälen nicht allein die Politik des RSS abstimmt, sondern auch direkten Einfluss auf die anderen Organisationen des Sangh Parivar nimmt. Dies geschieht dadurch, dass Funktionäre des RSS häufig zu diesen anderen Organisationen abgeordnet werden und dort über einen längeren Zeitraum Dienst tun. So beruht die Verwaltung und Führung der Partei BJP in den überörtlichen Sekretariaten und denen auf nationaler Ebene stark auf vom RSS entsandten Pracharaks. Die höchste Führungsebene von RSS und BJP kommuniziert und entscheidet in informeller Abstimmung. Diese internen Netzwerke zwischen RSS und BJP spielen eine weit größere Rolle als offizielle Konferenzen und Jahrestreffen es tun.

## Kampagnen des RSS
Die erfolgreichste Kampagne des RSS und weiterer Organisationen der Hindutva war die planvolle Zerstörung der durch Babur errichteten Babri-Moschee. Lal Krishna Advani führte tausende von Aktivisten des RSS und des Vishva Hindu Parishad am Ende einer langen Kampagne, in der er in einem als Götterwagen (chariot) bezeichneten Toyota, der mit einem Bild des Gottes Rama geschmückt war übers Land fuhr und Reden hielt, nach Ayodhya, wo diese die Moschee niederrissen. Nach Vorstellungen von Hindutva-Ideologen war sie vom Mogul Babur errichtet worden, nachdem er den dort angeblich bestehenden Ram-Janmabhumi-Tempel zerstört hatte, nach hinduistischer Legende Geburtsort des legendären mythologischen Rama. Kritiker sagen, dass dies lediglich ein Vorwand gewesen sei, da es in Ayodya mindestens 50 Tempel gebe, die vorgeben, Geburtsort von Rama zu sein. Eine umstrittene Studie des Archaeological Survey of India stellte 2003 fest, dass ein tempelähnliches Gebäude am Ort vor Bau der Moschee gestanden haben soll. Die Kampagne erwies sich letztlich als erfolgreich, da die Moschee nie wieder aufgebaut wurde, es gelang die politische Landschaft durch den initiierten Konflikt spürbar und dauerhaft zu verändern, und das Oberste Gericht Indiens letztendlich einen Neubau des Ram-Tempels effektiv zuließ.
Der Sangh gilt als radikal und die Hindutva-Philosophie als hindu-nationalistisch. RSS-Unterstützer bringen vor, ihre Hauptforderung sei gewesen, die Verständigungspolitik der indischen Regierung gegenüber den Muslimen zu stoppen, wie es die Behandlung des umstrittenen Fall Shah Bano und die Regierungsbeihilfe für den Haddsch zeigten. Kritiker sagen, damit würden antimuslimische Ressentiments geschürt, während die prohinduistische Politik wie Steuererleichterungen für hinduistische Familien, die Finanzierung hinduistischer Pilgerfahrten etc. ignoriert werde.

## Zeitweiliges Verbot nach der Ermordung Gandhis
1948 wurde der RSS verboten. Dies geschah im Zusammenhang mit dem Attentat auf Mahatma Gandhi durch Nathuram Godse, einen radikalen Hindu, der Gandhis Verständigungspolitik gegenüber den Muslimen verhindern wollte. Godse war ehemals Mitglied der RSS, der Hindu Masabha sowie des Kongresses, nach eigenen Angaben jedoch aus dem RSS ausgetreten. In jüngeren Recherchen wird bezweifelt, dass Godse tatsächlich je ausgetreten war, das Verbot des Sangh wurde im Folgejahr des Mordes jedoch aufgehoben. Der damalige indische Innenminister Sardar Patel gab Jawaharlal Nehru gegenüber Ermittlungsergebnisse so wieder, dass der RSS als Organisation in den Mord nicht verwickelt war, jedoch eine radikale Gruppe der Hindu Masabha, der auch Godse angehörte. Der RSS hätte jedoch den Mord an Gandhi offen bejubelt, auf der Straße Süßigkeiten verteilt und generell soviel Hass unter den Konfessionen geschürt und Angriffe auf Moslems initiiert, dass ein zeitweiliges Verbot unvermeidbar gewesen sei. Er blieb auch gegenüber der RSS-Führung bei dieser Einschätzung, nachdem – mit seiner Unterstützung – das Verbot wieder aufgehoben worden war. Patel hielt in einem Schreiben an den damaligen RSS-Führer Golwalkar fest, dass es eine Sache sei, Hindu-Interessen zu vertreten, aber eine vollkommen andere, kommunalistische Auseinandersetzungen zu schüren und „unschuldige und hilflose Männer, Frauen und Kinder“ anzugreifen. Der RSS hätte zahlreiche Gewalttaten zu verantworten, auf terroristische Methoden zurückgegriffen und im Geheimen Waffen und Munition gesammelt. Diese Aktivitäten hätten zahlreiche Opfer gefordert und zur Ermordung Gandhis geführt.

## Etablierung in der politischen Normalität Indiens
Der RSS hat sich seit seiner Gründung 1925 mittlerweile in jedem Bereich der Gesellschaft etabliert. Anfangs noch nach der Ermordung Gandhis verfemt, gelang allmählich ein Einsickern in die Strukturen Indiens, das den Aufstieg der Hindutva-Organisationen, -Ideologie und -Parteien begleitete. In den letzten zwei Jahrzehnten sind nach von der BJP gewonnenen Wahlen Angehörige des RSS in höchste politische Ämter der indischen Politik aufgestiegen. Dazu zählen Atal Bihari Vajpayee (Ex-Premierminister), Lal Krishna Advani (Ex-Innenminister) und Narendra Modi (seit 2014 Premierminister, vorher Chief Minister des Bundesstaates Gujarat). Aufgrund des Regierungswechsels 2004 war der Einfluss auf die gegenwärtige Bundespolitik weniger groß, der erdrutschartige Wahlerfolg der BJP bei den Parlamentswahlen 2014 (31 % der Stimmen, 52 % der Mandate) und der darauf folgende Amtsantritt von Narendra Modi – der selber Mitglied des RSS ist und lange als hauptamtlicher RSS-Funktionär tätig war – als Premierminister hat die Position des RSS jedoch wieder gestärkt. Seit den Wahlen 2019 – die einen erneuten und eindeutigen Sieg Modis brachten – haben achtunddreißig von dreiundfünfzig Ministern der BJP einen RSS-Hintergrund.

## Dem RSS angeschlossene Organisationen (unvollständig)
- Bharatiya Mazdoor Sangh - mit dem RSS verbundene allgemeine Gewerkschaft[28]
- Seva Bharati - Hilfsorganisation[29]
- Vidya Bharati - Betreiber von Schulen der Primärbildung[30]
- Akhil Bharatiya Vidyarthi Parishad - Studentenorganisation[31]
- Hindu Swayamsevak Sangh - Auslandsorganisation des RSS[32]